# 進撃する馬 (クルアーン)
『進撃する馬』とは、クルアーンにおける第100番目の章（スーラ）。11の節（アーヤ）から成る。